# Aída Luz

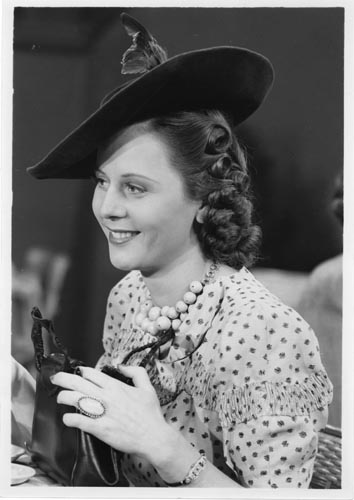
Aída Luz (1941)

Aída Luz (geboren als Aída da Luz Borbón am 10. Februar 1917 in Buenos Aires, Argentinien; gestorben am 25. Mai 2006 ebenda) war eine argentinische Filmschauspielerin. Sie zählte als Schauspielerin zum Goldenen Zeitalter.

## Leben
Ihr Ehemann war Fernando Roca. Sie war die Tochter von Juan da Luz de Roca und Josefa Borbón. Einer ihrer Brüder, Jorge Luz, ist ein bekannter Film- und Theaterschauspieler. Sie verstarb am 25. Mai 2006 nach einem Herzstillstand. Sie wurde im privaten Kreise beigesetzt.

### Karriere
Bereits in ihrer Kindheit zeigten sich ihre Gesangs- und Schauspieltalente. Daher trat sie in die PAADI-Akademie ein. Mit 19 Jahren debütierte sie als Sängerin bei Radio La Nación, das 1937 in Radio Mitre umbenannt wurde.
Danach hatte sie zunächst kleinere Filmrollen. Zur selben Zeit sang sie erfolgreich auf dem Radio Mitre. Zunächst konzentrierte sie sich auf ihre Karriere als Sängerin. Sie trat in mehreren Duetten auf. Nach einer kurzen, aber erfolgreichen Gesangskarriere konzentrierte sie sich auf ihre Schauspielkarriere. Diese wurde mit mehreren Preisen ausgezeichnet. Insgesamt trat Luz in 76 Filmen auf.
| Jahr      | Name                                                    | Art (TV-Serie, Film, Movie o. ä.) | Folgen | Auftritt als   |
| --------- | ------------------------------------------------------- | --------------------------------- | ------ | -------------- |
| 1936      | Crazy Dandy                                             |                                   |        |                |
| 1937      | Palermo                                                 |                                   |        |                |
| 1938      | Una prueba de Cariño                                    |                                   |        |                |
| 1938      | From the Hills to the Valley                            |                                   |        |                |
| 1940      | Los celos de Cándida                                    |                                   |        |                |
| 1941      | When the Heart Sings                                    |                                   |        |                |
| 1941      | Mother Gloria                                           |                                   |        |                |
| 1941      | Amor                                                    |                                   |        |                |
| 1941      | Papa Has a Fiancée                                      |                                   |        |                |
| 1942      | Bruma en el Riachuelo                                   |                                   |        |                |
| 1942      | The Journey                                             |                                   |        |                |
| 1943      | La piel de Zapa                                         |                                   |        | Paulina        |
| 1944      | El deseo                                                |                                   |        |                |
| 1946      | La honra de los hombres                                 |                                   |        |                |
| 1946      | El pecado de Julia                                      |                                   |        | Cristina       |
| 1947      | Los verdes paraísos                                     |                                   |        |                |
| 1948      | Pobre mi madre querida                                  |                                   |        |                |
| 1950      | Lejos del cielo                                         |                                   |        |                |
| 1950      | El último payador                                       |                                   |        |                |
| 1952      | Dishonor                                                |                                   |        | Adela          |
| 1954      | The Sacred Call                                         |                                   |        |                |
| 1956      | El hombre virgen                                        |                                   |        |                |
| 1956      | Un tranvía llamado Deseo                                | Fernsehfilm                       |        | Stella         |
| 1956      | Los tallos amargos                                      |                                   |        | Elena          |
| 1956      | Marta Ferrari                                           |                                   |        |                |
| 1956      | Enigma de mujer                                         |                                   |        | Marta          |
| 1959      | Simiente humana                                         |                                   |        |                |
| 1959      | Aquello que amamos                                      |                                   |        |                |
| 1960      | Al caer la noche                                        | TV-Mini-Serie                     | 14     |                |
| 1960      | El crack                                                |                                   |        |                |
| 1960      | Masterworks of Terror                                   | TV-Serie                          | 1      |                |
| 1960      | Sábado a la noche, cine                                 |                                   |        |                |
| 1960      | Las furias                                              |                                   |        | Esposa         |
| 1961      | Obras maestras Philco                                   | TV-Mini-Serie                     | 1      |                |
| 1961      | El rufián                                               |                                   |        | Berta          |
| 1961      | Canuto Cañete y los 40 ladrones                         |                                   |        |                |
| 1964      | Teleteatro de las estrellas                             | TV-Serie                          | 1      |                |
| 1965      | My First Girl Friend                                    |                                   |        | Dona Agustina  |
| 1966      | Carola y Carolina                                       | TV-Serie                          | 3      |                |
| 1967      | Villa Cariño                                            |                                   |        |                |
| 1967      | Would You Marry Me?                                     |                                   |        | Agustina       |
| 1968      | Asalto a la ciudad                                      |                                   |        | Julians Mutter |
| 1970      | Su comedia favorita                                     | TV-Serie                          | 1      |                |
| 1971      | Los vecinos son macanudos                               | TV-Serie                          | 19     |                |
| 1971      | On the Beach by the Sea                                 |                                   |        |                |
| 1970–1971 | Esto es teatro                                          | TV-Serie                          | 2      |                |
| 1971      | Let’s Play in the World                                 |                                   |        | Celina         |
| 1972      | La selva es mujer                                       | TV-Serie                          | 18     |                |
| 1972      | La bocina                                               | TV-Serie                          |        |                |
| 1973      | Teatro de Pacheco                                       | TV-Serie                          | 1      |                |
| 1973      | Teatro como en el teatro                                | TV-Serie                          |        |                |
| 1973      | El teatro de Myriam de Urquijo                          | TV-Serie                          |        |                |
| 1974      | Narciso Ibáñez Serrador presenta a Narciso Ibáñez Menta | TV-Serie                          | 1      |                |
| 1974      | La comedia brillante                                    | TV-Serie                          | 19     |                |
| 1974      | La casa, el teatro y usted                              | TV-Serie                          | 3      |                |
| 1974      | Humor a la italiana                                     | TV-Serie                          | 1      |                |
| 1974      | El trapero                                              | Fernsehfilm                       |        | Berenice       |
| 1979      | Somos nosotros                                          | TV-Serie                          | 19     | Aída           |
| 1980      | Un ángel en la ciudad                                   | TV-Serie                          | 29     | Ángela         |
| 1980      | Somos como somos o no somos?                            | TV-Serie                          | 19     |                |
| 1980      | Bianca                                                  | TV-Serie                          | 11     |                |
| 1981      | Teatro de humor                                         | TV-Serie                          | 1      |                |
| 1981      | Mi viejo y yo                                           | TV-Serie                          | 19     |                |
| 1981      | Matrimonios y algo más                                  | TV-Serie                          | 3      |                |
| 1981      | El ciclo de Guillermo Bredeston y Nora Cárpena          | TV-Serie                          | 1      |                |
| 1981      | Gran valor en la facultad de medicina                   |                                   |        |                |
| 1983      | Pero estoy vivo                                         | Fernsehfilm                       |        |                |
| 1985      | Libertad condicionada                                   | TV-Serie                          | 284    |                |
| 1986      | Ese nombre prohibido                                    | TV-Serie                          | 3      |                |
| 1987      | Matrimonios y algo más                                  | TV-Serie                          | 39     |                |
| 1991      | Los Libonatti                                           | TV-Serie                          | 19     | Aída           |
| 1992      | Alta comedia                                            | TV-Serie                          | 2      |                |
| 1993      | La flaca escopeta                                       | TV-Serie                          | 120    |                |
| 1971–1993 | Alta comedia                                            | TV-Serie                          | 3      |                |
| 2001      | Matrimonios y algo más                                  | TV-Serie                          | 19     |                |
| 2001      | Gallito Ciego                                           |                                   |        | Abuela Facundo |